# 比利亚尔东迭戈
比利亚尔东迭戈，是西班牙卡斯蒂利亚-莱昂萨莫拉省的一个市镇。 总面积24平方公里，总人口114人（2001年），人口密度5人/平方公里。